# Скамоццина
Культура Скамоццина, или Скамоццинская культура, итал. Cultura della Scamozzina — археологическая культура среднего и позднего бронзового века (14-13 вв. до н. э.), названная в честь некрополя, найденного в Скамоццине, Альбайрате. Существовала на западе Ломбардии и Пьемонта.
На территории, где существовала данная культура, в античности обитал народ лигуры. Ряд инноваций данной культуры заимствовала пришедшая на эти земли позднее кельтская культура Канеграте.
Скамоццинская культура, имевшая сильные отличия от существовавшей в то же время соседней террамарской культуры, ввела в обиход обряд погребальной кремации, после чего в урну с пеплом помещались также некоторые украшения. Такая инновация опередила не только многие другие регионы Италии, но и другие части европы, где подобный обряд появился только на ранних стадиях культуры полей погребальных урн. Характерной гробницей с кремированными останками является гробница позднего бронзового века (13 в. до н. э.), найденная в феврале 1876 г. в Гуньяно.
Одним из популярных декоративных мотивов скамоццинской керамики были одна или две полосы треугольников, расположенных в виде зигзага.
Считается, что дома данной культуры строились из дерева, соломы и глины.